# پرچم لوکزامبورگ

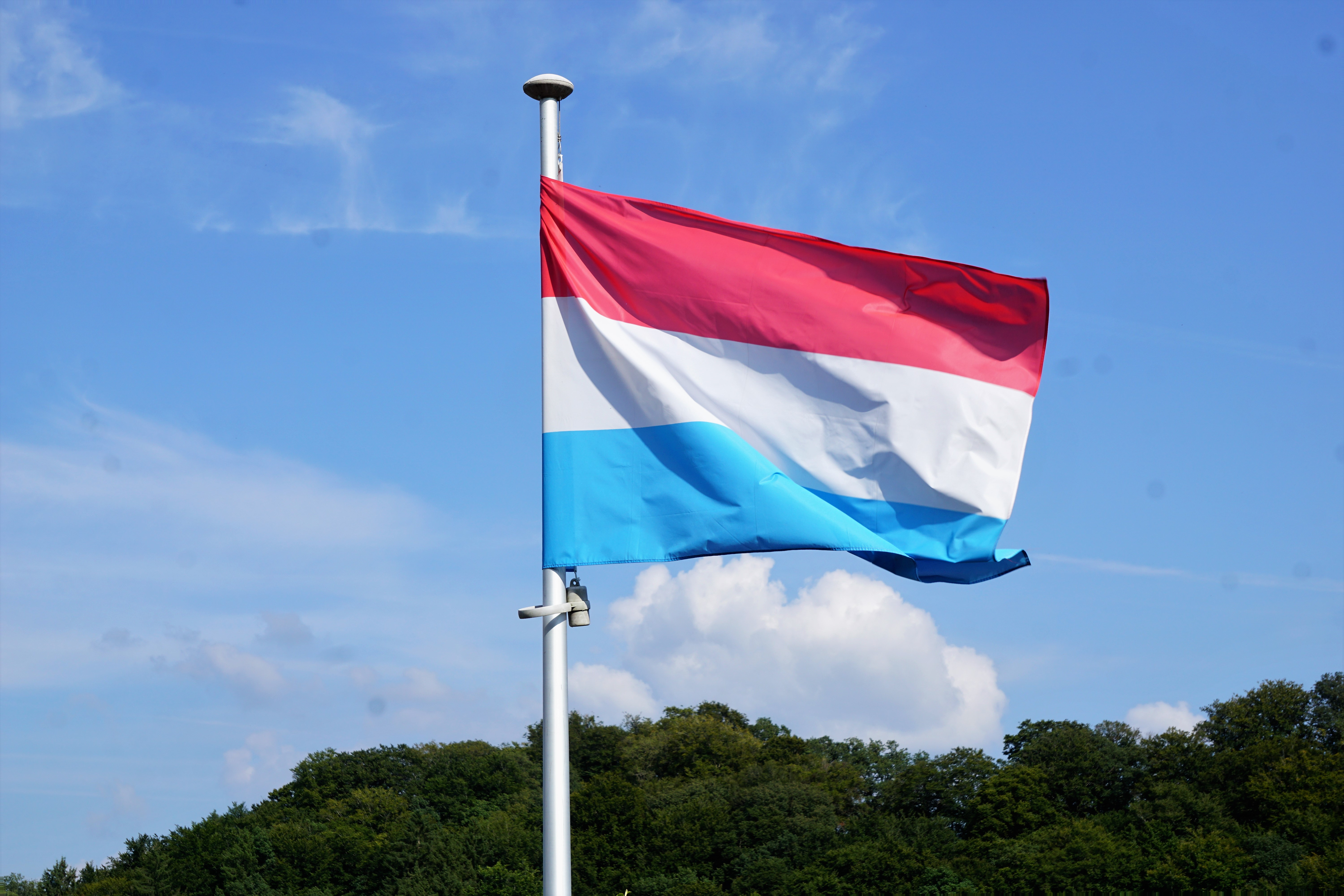
پرچم لوکزامبورگ

پرچم لوکزامبورگ پرچمی سه رنگ است که در تاریخ ۲۳ ژوئن ۱۹۷۲ پذیرفته شد. مردم و مقامات لوکزامبورگ می‌توانند این پرچم را در دو تناسب ۱:۲ و ۳:۵ استفاده نمایند هرچند تناسب ۳:۵ عمومیت بیشتری داشته و نسبت ۱:۲ تقریباً نادر است.
پرچم لوکزامبورگ از سه نوار افقی هم‌اندازهٔ سرخ، سفید و آبی کمرنگ تشکیل شده‌است که نوار سرخ رنگ در بالا، سفید در میان و نوار آبی کمرنگ در پایین دو نوار دیگر قرار گرفته‌است. این پرچم از نظر ظاهری به پرچم پرچم هلند شباهت دارد با این تفاوت که در پرچم هلند آبی پررنگ‌‌تری استفاده شده و خود پرچم نیز کوتاهتر است.
رنگ‌های این پرچم از نشان رسمی گراند دوک لوکزامبورگ گرفته شده‌است که شیری سرخ‌رنگ را بر روی زمینهٔ راه‌راه سفید و آبی نشان می‌دهد.